# Castelvielh (Bagnères-de-Luchon)

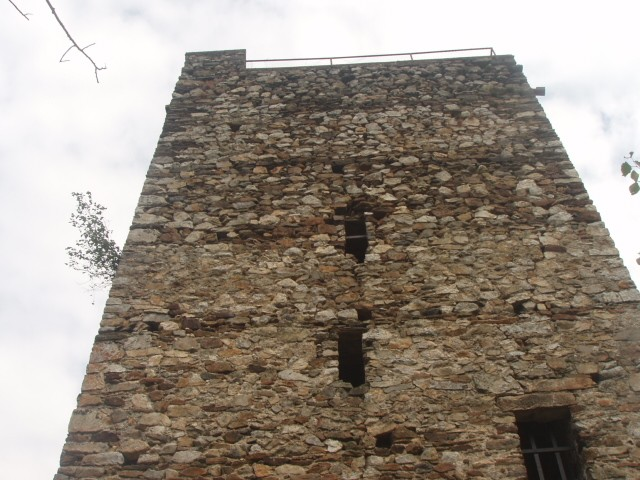
Tour de guet de Castelvielh

Castelvielh est un lieu-dit situé sur la commune de Bagnères-de-Luchon, dans le département de la Haute-Garonne dans la région Midi-Pyrénées.
Sur le plan historique, la commune fait partie du pays de Comminges, correspondant à l'ancien comté de Comminges, partie de la province de Gascogne

## Altitude
La commune est frontalière, dans les Pyrénées, avec l'Aragon et la Catalogne Espagne).
Son altitude est d'environ 800 mètres.

## Toponymie
Castel-Vielh dérive des mots latins castellum chateau et vetulus vieux, via le gascon (langue romane issue du latin) ; la traduction littérale est château vieux. 
Castel et aussi Castet (gascon) sont présents dans de nombreux toponymes du Sud de la France, tel Castelvieilh (Hautes-Pyrénées). 
Dans la partie nord de la France, [CA] a évolué en [CHA] (tel château), tandis que Gascogne, Guyenne, Languedoc ont conservé [CA].

## Histoire

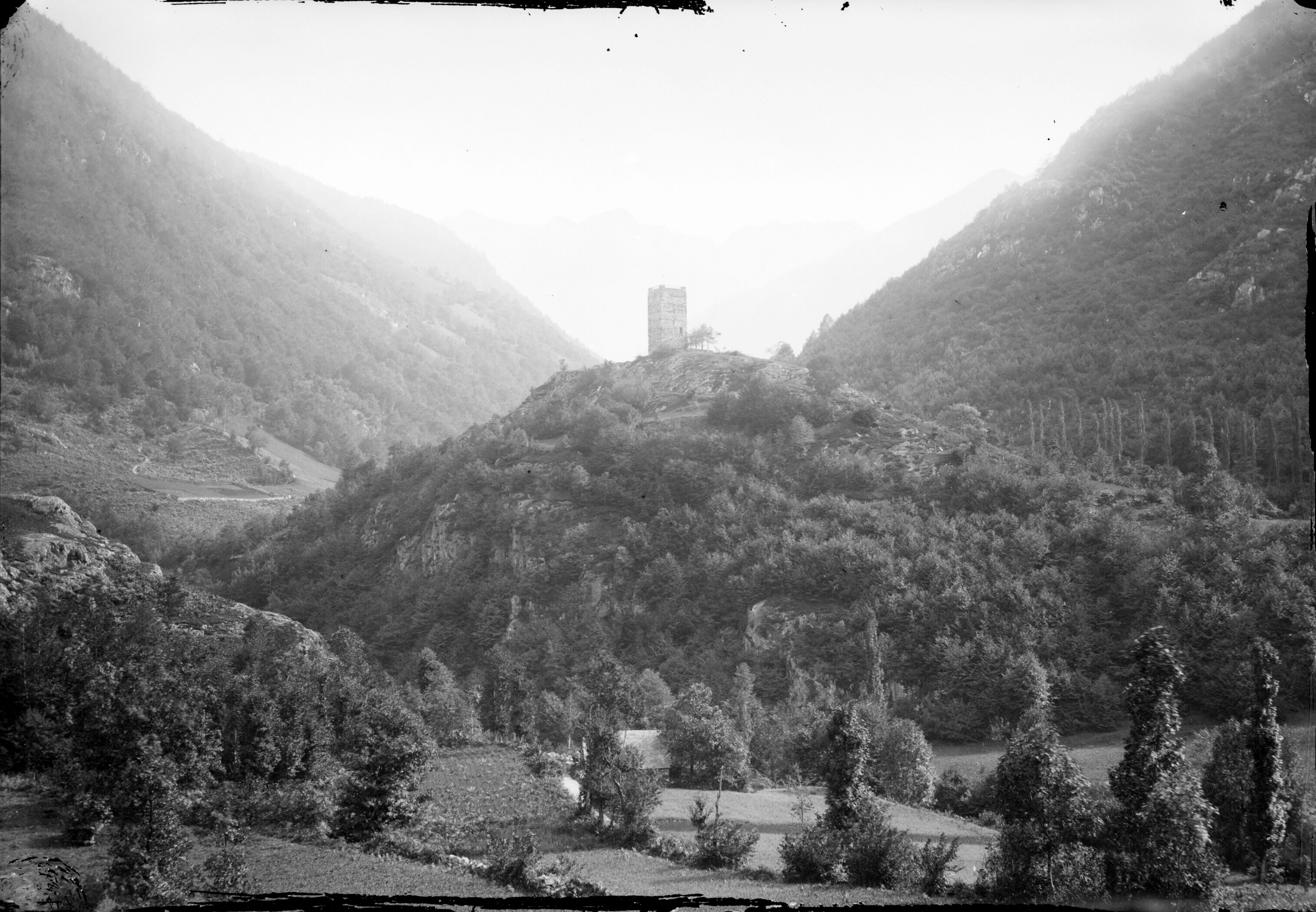
Vue du site à la fin du XIX

Le site est exceptionnellement placé, à la jonction de la vallée de la Pique et du vallon de Burbe qui mène au col du Portillon, pour contrôler la frontière et les accès à la vallée de Luchon.
C'est la raison pour laquelle une tour de guet ancienne, dite tour sarrasine, y a été édifiée depuis fort longtemps. La tradition locale attribue souvent ces constructions à Charlemagne, qui les aurait fait construire dans toutes les vallées, de manière qu'elles puissent mutuellement se prévenir de l'arrivée éventuelle de troupes sarrasines ennemies au moyen de signaux de fumées.
Autrefois, l'ingénieur Toussaint Lézat la considérait comme d'époque gallo-romaine et faisant partie d'un ensemble de 19 tours qui formaient un grand système de signaux servant à prévenir la plaine depuis les vallées de la Pique (Rouziet, Caltefort, Moustajon, Marignac, Gouaux, Oô, Garin, Castelblancat) et de la Garonne (Castetch de Géry, Saint-Béat, Fos, Bezins, Eup, Chaum, Fronsac, Galié).
Si plusieurs tours existent bien, des travaux plus récents confirment qu'elles ne sont que rarement à vue les unes des autres. À l'image du val d'Aran voisin, qui fortifiait ses églises, ces tours seraient plutôt des donjons fortifiés où les populations se réfugiaient pendant de longues périodes troublées.

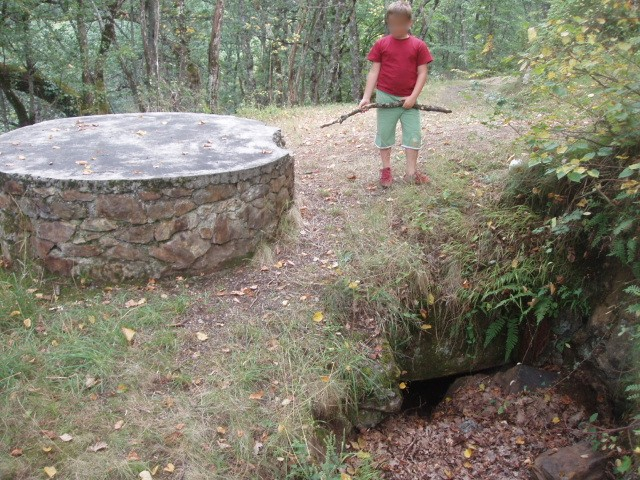
Tourelle de char de Castelvielh camouflée en table d'orientation et entrée souterraine.

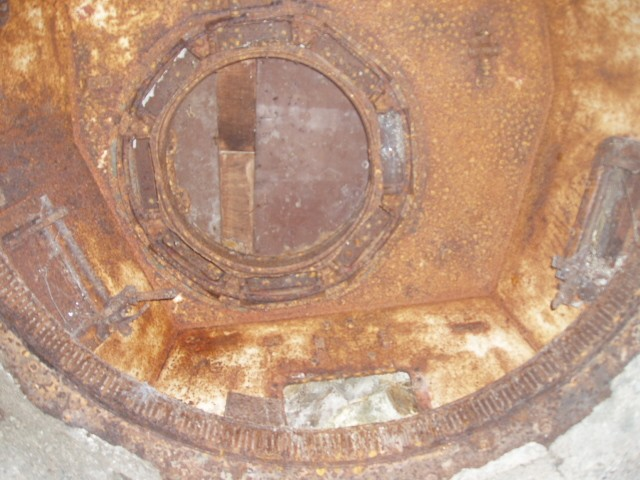
Intérieur de la tourelle de char, modèle Panzer II, de Castelvielh.

Ce qui est peu connu, c'est que cette position stratégique a été exploitée par les troupes d'occupation allemandes pendant la Seconde Guerre mondiale. Le site constituait un des 80 points d'appui (ou Widerstandnest) de la ligne de défense allemande établie à partir de 1942 dans les Pyrénées. Si on a l'œil, on peut encore voir un réseau de tranchées et de casemates fortifiées qui encercle l'ancienne tour, posée sur une éminence, elle-même surplombant un gouffre voisin, creusé par la Pique. Plusieurs tourelles de Panzerkampfwagen II avaient été installées de part et d'autre, pour compléter le dispositif défensif.
Elles subsistent aujourd'hui mais ont été camouflées il y a quelques années sous la maçonnerie de tables d'orientation. Une grange en contrebas servait de corps de garde. Les plus anciens Luchonnais se souviennent que la garde était composée de troupes de montagne d'Asie centrale que les hasards de la guerre avaient mis sous l'uniforme allemand.
Au Moyen Âge, comme au début du pyrénéisme, le site était une étape obligée des excursions à cheval ou à pied vers l'Hospice de France : Norbert Casteret, en parle lorsqu'il va aller prouver que la Garonne, prend sa source non loin de là, dans le val d'Aran espagnol, au trou du Toro.
Pour des raisons de sécurité, il n'est plus possible de monter au sommet de la tour.